# Richard Donovan (Eisschnellläufer)
Richard Edward Donovan (* 29. Mai 1901 in Saint Paul; † 13. Mai 1985 ebenda) war ein US-amerikanischer Eisschnellläufer.
Donovan nahm von 1921 bis 1926 an Eisschnelllaufwettbewerben in den Vereinigten Staaten teil. Dabei wurde er bei der US-amerikanischen Meisterschaft 1922 im Mehrkampf Zweiter und im folgenden Jahr Dritter. Bei den Olympischen Winterspielen 1924 in Chamonix lief er auf den neunten Platz über 10.000 m und auf den achten Rang über 5000 m. Später arbeitete er in Saint Paul als Angestellter.

## Persönliche Bestleistungen
| Disziplin | Zeit        | Datum           | Ort      |
| --------- | ----------- | --------------- | -------- |
| 5000 m    | 9:05,6 min  | 25. Januar 1924 | Chamonix |
| 10.000 m  | 18:57,0 min | 25. Januar 1924 | Chamonix |